# Банкс Лејк Саут (Вашингтон)
Банкс Лејк Саут (енгл. Banks Lake South) насељено је место без административног статуса у америчкој савезној држави Вашингтон.

## Демографија
По попису из 2010. године број становника је 174, што је 14 (8,8%) становника више него 2000. године.
| Група             | 2000.       | 2010.       |
| Белци             | 159 (99,4%) | 167 (96,0%) |
| Афроамериканци    | 0 (0,0%)    | 0 (0,0%)    |
| Азијати           | 0 (0,0%)    | 0 (0,0%)    |
| Хиспаноамериканци | 0 (0,0%)    | 0 (0,0%)    |
| Укупно            | 160         | 174         |